# Norialsus pietersburgi
Norialsus pietersburgi är en insektsart som beskrevs av Van Stalle 1986. Norialsus pietersburgi ingår i släktet Norialsus och familjen kilstritar. Inga underarter finns listade i Catalogue of Life.